# 鎌倉将軍府
鎌倉将軍府（かまくらしょうぐんふ）は、1333年に後醍醐天皇が京都で開始した建武の新政における、関東統治機関である。建武政権からは距離を置いていた足利氏が取り仕切っていた。室町幕府の関東統治機関である鎌倉府の前身である。

## 沿革

### 鎌倉将軍府の成立と瓦解
源氏の所領であった鎌倉は、源頼朝が幕府を成立させて以来、武家政権の中心であり、武家社会において象徴的な都市でもあった。
1333年5月、上野国の御家人、新田義貞は後醍醐天皇の倒幕運動に参加し挙兵する。義貞は同じく倒幕運動に参加して京都の六波羅探題を滅ぼした下野国の御家人、足利高氏（後の尊氏）の嫡子である千寿王（足利義詮）を奉じて兵を集め、鎌倉を攻めて北条氏一族を滅亡させた。幕府滅亡後の市政や残党狩りなどは新田一族が取り仕切ったが、京都の高氏は一族の細川氏を派遣し、鎌倉の統治を巡って勢力争いが起こる。義貞は6月に上洛し、鎌倉の支配は足利氏が取り仕切ることとなった。
建武政権では、後醍醐天皇皇子の護良親王が一時的に征夷大将軍に、足利高氏は鎮守府将軍に任命され尊氏と改名した。10月、東国の支配基盤を整えるため、北畠親房、北畠顕家親子が義良親王（のちの後村上天皇）を奉じて陸奥へ下り陸奥将軍府が成立。12月、尊氏の弟である足利直義が成良親王を奉じて鎌倉へ下り、ここに鎌倉将軍府が成立した。陸奥将軍府で顕家が国司として王宣を用いたのに対し、鎌倉将軍府で直義は執権と呼ばれ御教書を用いた。
鎌倉将軍府の設置については、建武政権の本来の構想は鎌倉幕府の政治的痕跡を一掃するために陸奥将軍府に政治的機能を移して東国の武士もここから統率させるものであったが、足利氏などの関東の御家人や建武政権に従った旧鎌倉幕府の奉行人がこれに反発して巻き返した結果設置されたものであったとする説がある。このため、鎌倉将軍府の機能は旧幕府の侍所の職権のみを受け継ぎ、雑訴決断所の指揮下に置かれるなど極めて弱いものであったとされる（引付や恩賞に関する機能は陸奥将軍府に置かれたため）。
1334年11月には、建武政権で尊氏と対立した護良親王が失脚し、鎌倉にて幽閉されている。
建武政権の急激な改革による混乱に伴い、地方では北条氏の残党が活動していた。1335年7月、信濃で諏訪頼重らが北条高時の遺児である時行を擁して挙兵。時行軍は鎌倉へ向けて進軍し各地で鎌倉将軍府の軍勢を撃破、鎌倉から出陣した直義軍も破った。直義は護良親王を（身柄が敵に渡るのを恐れたため）殺害し、成良親王らを連れて鎌倉を脱出、成良親王は京都へ戻されここに将軍府は瓦解した（詳細は中先代の乱を参照）。

### その後
尊氏は後醍醐天皇の勅状を得ないまま救援に向かい、時行勢を駆逐して鎌倉を奪還。帰京命令を拒否し、鎌倉で随身した武将に対して独自に恩賞の授与などを行う。
1336年、尊氏は宮方に敗れて九州落ちするが、5月には湊川の戦いで新田・楠木正成らを撃破して再上洛、光明天皇（北朝）を奉じて京都に武家政権を成立させる。後醍醐天皇は吉野へ逃れて朝廷を開く（南朝の成立、南北朝時代の始まり）。
足利幕府は地方統治のために出先機関を設け、武家の故地である鎌倉には関東10カ国を管轄する鎌倉府を置いた。首長には尊氏の嫡子である足利義詮、のちに4男の足利基氏が就任し、以降は基氏の子孫が鎌倉公方となった。